# Perfect (Exceeder)
Pour les articles homonymes, voir Perfect.
Singles par Mason
Exceeder
(2007) The Screetch
(2007)
Singles par Princess Superstar
My Machine
(2005) Licky
(2008)
Perfect (Exceeder) est une chanson liée de la collaboration du DJ et producteur hollandais Mason et Princess Superstar. Cette chanson est un mashup du titre instrumental Exceeder et du single 2005 Perfect de Princess Superstar.
La chanson est utilisée pour la promotion du film comique américain Brüno, pour le jeu vidéo WipEout HD. Perfect (Exceeder) a également été repris par le groupe electro d'edinburgh : Epic26.

## Clip vidéo
Le clip vidéo est réalisé par Marcus Adams, qui met en scène trois actrices jouant les gymnastes : Lauren Ridealgh, Casey Batchelor et Lisa Shepley qui miment les paroles de Princess Superstar. Valentina Bodorova, véritable gymnaste, apparait pour doubler les actrices dans les scènes de gymnastique.

## Nominations
Lors de la 23e cérémonie des Winter Music Conference de Miami, Perfect (Exceeder) a été nommé dans la catégorie « Meilleure titre électro » mais perd face à la chanson Love Is Gone du DJ français David Guetta.

## Performance dans les hit-parades
La chanson est devenue un grand tube dans les clubs en 2006, surtout en Europe. La chanson est sortie sous le label Data Records le 22 janvier 2007 au Royaume-Uni. Dans le classement des ventes digitals, Perfect (Exceeder) entre à la 11e place, une semaine avant sa sortie physique. La semaine d'après le titre se classe 3e des ventes. Aux Pays-Bas, le titre entre à la 54e place et atteint un pic à la 11e place et devient le titre « DanceSmash » de la semaine.

## Liste des pistes
Royaume-Uni CD1
1. Perfect (Exceeder) (Radio Edit)
2. Perfect (Exceeder) (Vocal Club Mix)

 Royaume-Uni CD2
1. Perfect (Exceeder) (Radio Edit)
2. Perfect (Exceeder) (Vocal Club Mix)
3. Exceeder (Instrumental Club Mix)
4. Exceeder (Martijn Ten Velden Instrumental Remix)
5. Perfect (Exceeder) (Tomcraft Remix)
6. The Fanfare (Hidden Track)

 Royaume-Uni 12" Vinyle
1. Perfect (Exceeder) (Vocal Club Mix)
2. Exceeder (Instrumental Club Mix)
3. Perfect (Exceeder) (Outwork Remix)

## Classement par pays
| Classement (2007)                       | Meilleure position |
| --------------------------------------- | ------------------ |
| Belgique (Flandre Ultratop 50 Singles)  | 18                 |
| Belgique (Wallonie Ultratop 50 Singles) | 8                  |
| Belgique (Belgian Dance Chart)          | 1                  |
| France (Club 40)                        | 10                 |
| Pays-Bas (Nederlandse Top 40)           | 11                 |
| Finlande (Suomen virallinen lista)      | 5                  |
| Allemagne (Media Control Chart)         | 69                 |
| Royaume-Uni UK Singles Chart            | 3                  |
| Royaume-Uni UK Dance Singles Chart      | 1                  |
| Espagne Classement single               | 10                 |
| Suède (Sverigetopplistan)               | 60                 |